# 犍州 (贵州)
犍州，中国唐朝时设置的州。
唐高宗龙朔三年（663年）招抚夷子（比楼）部落设置犍州，属黔州都督府，治今贵州省黔西县。武则天聖曆元年（698年）改属庄州都督府。唐中宗景龙四年（710年）改属播州都督府。唐玄宗先天二年（713年）改属黔州都督府。唐宪宗元和二年（807年）改属黔州观察使。后被乌蛮昆明部落吞并。